# Aka coralliirubri
Aka coralliirubri är en svampdjursart som beskrevs av Calcinai, Cerrano och Bavestrello 2007. Aka coralliirubri ingår i släktet Aka och familjen Phloeodictyidae. Inga underarter finns listade i Catalogue of Life.